# Liste von Stolpersteinen in Emden
In der Liste von Stolpersteinen in Emden werden Stolpersteine aufgeführt, die im Rahmen des Projektes Stolpersteine des Künstlers Gunter Demnig in der niedersächsischen kreisfreien Stadt Emden verlegt worden sind. Vom 15. Oktober 2012 bis zum 11. November 2024 wurden insgesamt 409 Stolpersteine in der Stadt Emden verlegt.

## Verlegte Stolpersteine
- Franz Ambrasath (Text: III. Hafeneinschnit / wohnte / Franz Ambrasath / Jg. 1907 / im Widerstand / KPD / verhaftet 1938 / als asozial stigmatisiert / Buchenwald / entlassen 20.4.1939)
- Wübbo Peter Wever (Text: Küstenbahndamm 3 / wohnte / Wübbo Peter / Wever / Jg. 1921 / eingewiesen 1928 / Rotenburger Anstalten / 'verlegt' 1941 / Heilanstalt Eberswalde / ermordet 25.9.1942)
- Annette Hinriette Wever (Text: Küstenbahndamm 3 / wohnte / Annette Hinriette / Wever / Jg. 1919 / eingewiesen 1928 / Rotenburger Anstalten / 'verlegt' 1941 / Heilanstalt Kaufbeuren / ermordet 9.7.1944)
- Hinrich Gödeken (Text: Hier wohnte / Hinrich Gödeken / Jg. 1907 / im Widerstand / verhaftet 1.2.1938 / Zuchthaus Oranienburg / Neuengamme / MS Cap Arcona / tot 3.5.1945 / Neustädter Bucht)
- Johannes Gödeken (Text: Hier wohnte / Johannes Gödeken / Jg. 1908 / im Widerstand / verhaftet 4.8.1937 / Zuchthaus Celle / Strafbataillon 999 / überlebt)
- Richard Gödeken (Text: Hier wohnte / Richard Gödeken / Jg. 1909 / im Widerstand / verhaftet 8.9.1937 / Zuchthaus Celle / Zwangsarbeit Lendrigsen / befreit / überlebt)
- Friedrich W. Scheiwe (Text: Hier wohnte / Friedrich W. / Scheiwe / Jg. 1883 / im Widerstand / verhaftet 5.8.1937 / Zuchthaus Hameln / 1941 Sachsenhausen / befreit / überlebt)

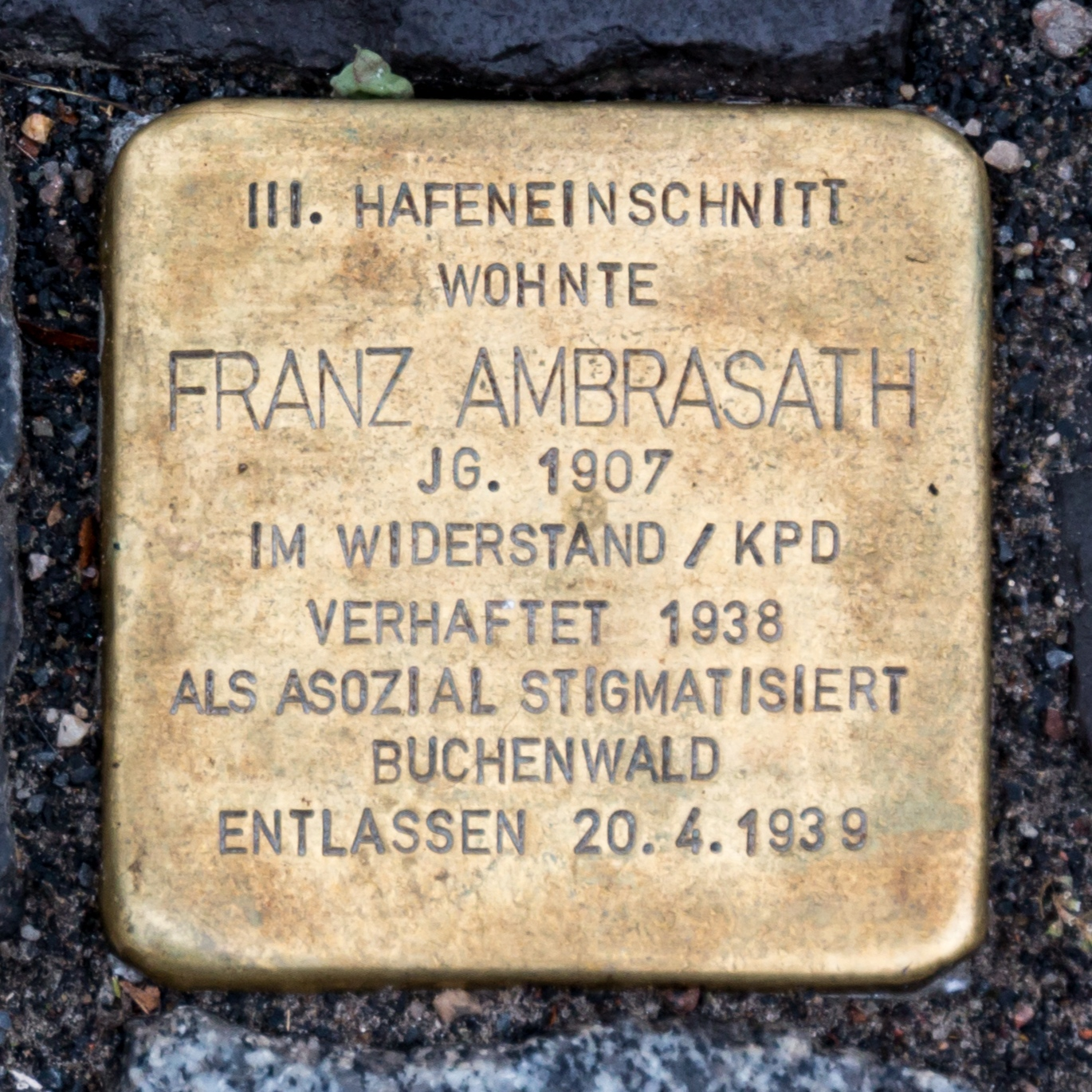
Stolperstein für Franz Ambrasath
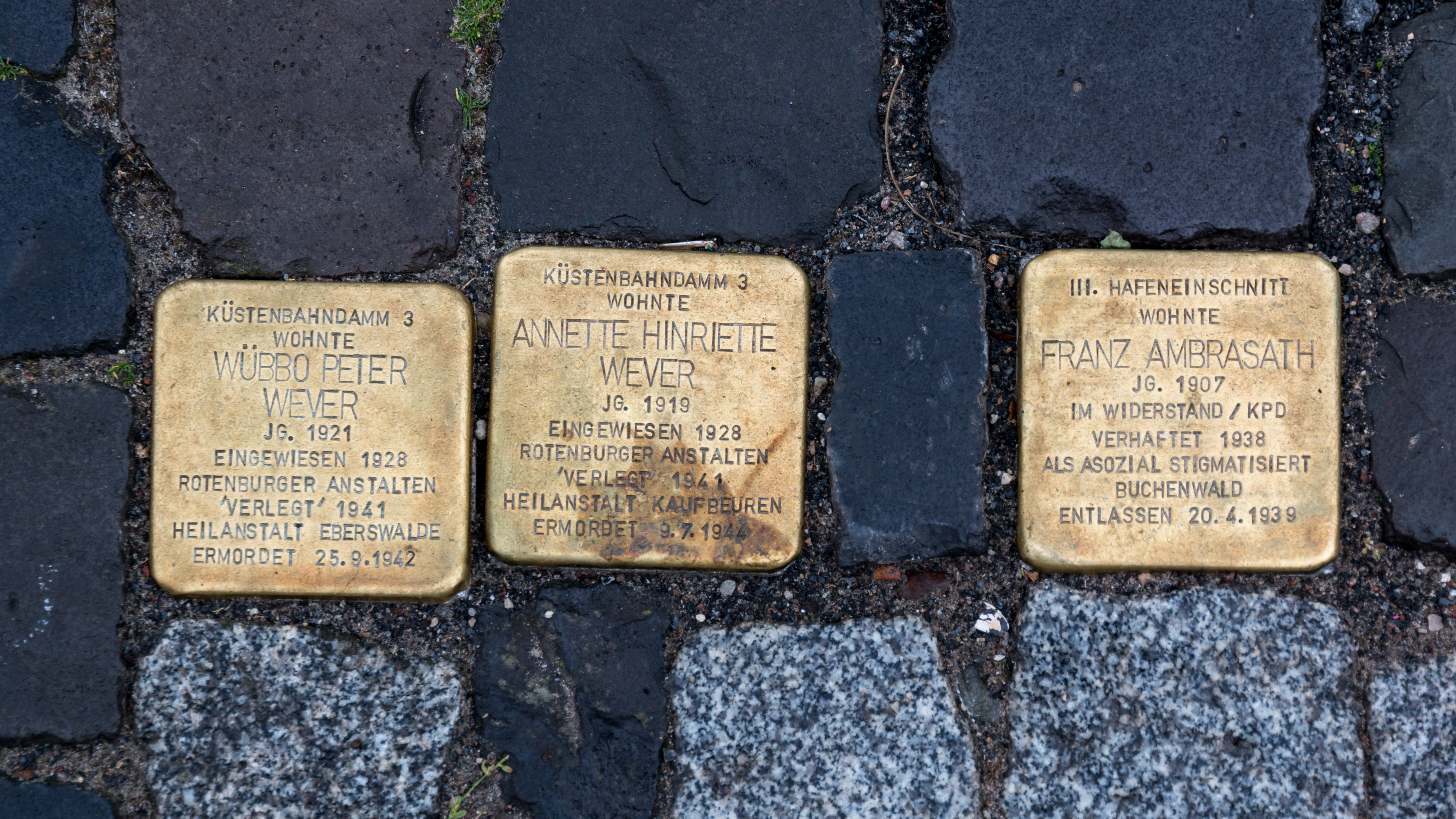
Stolpersteine für Wübbo Peter und Annette Hinriette Wever und für Franz Ambrasath
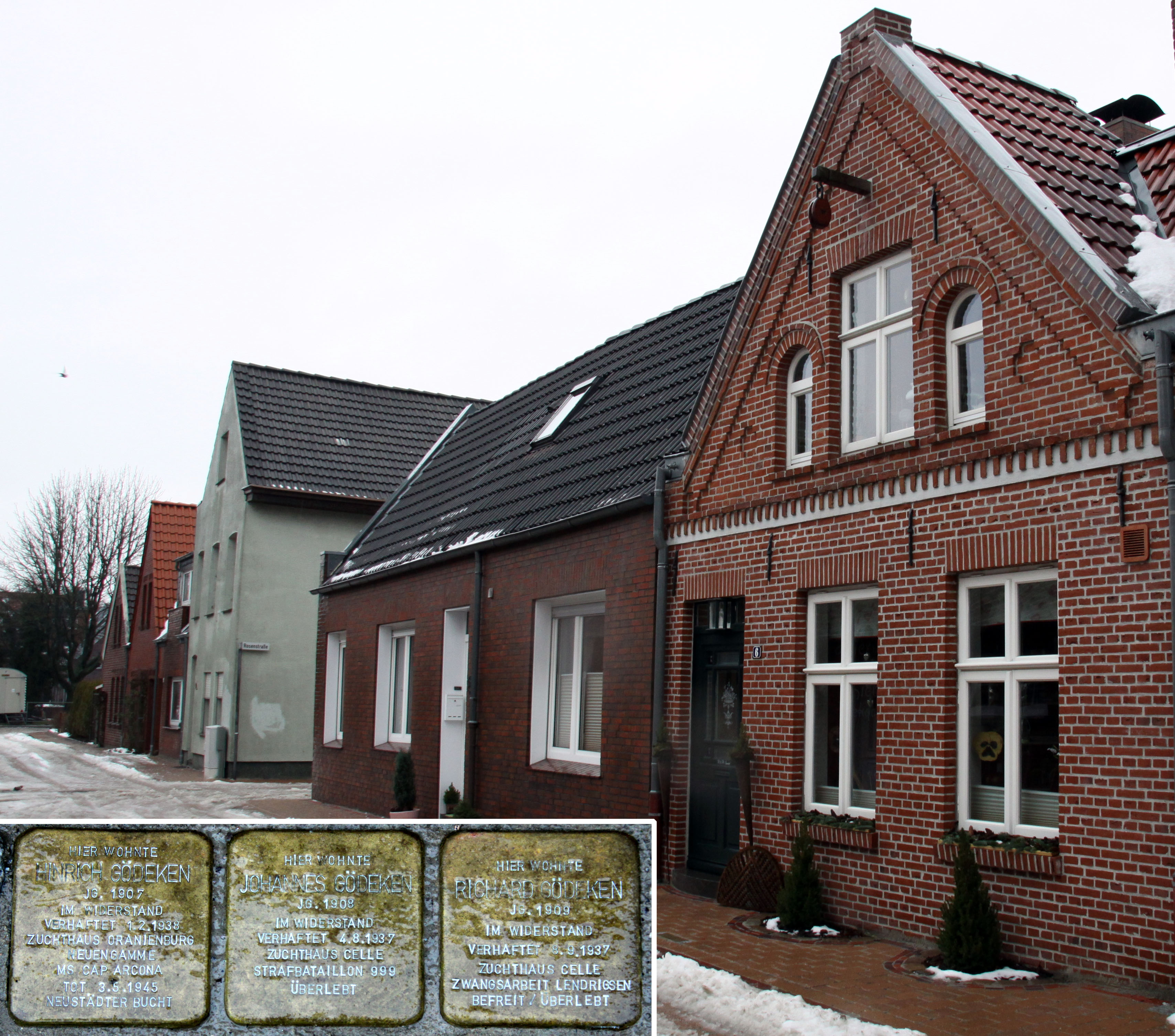
Stolpersteine für Hinrich, Johannes und Richard Gödeken
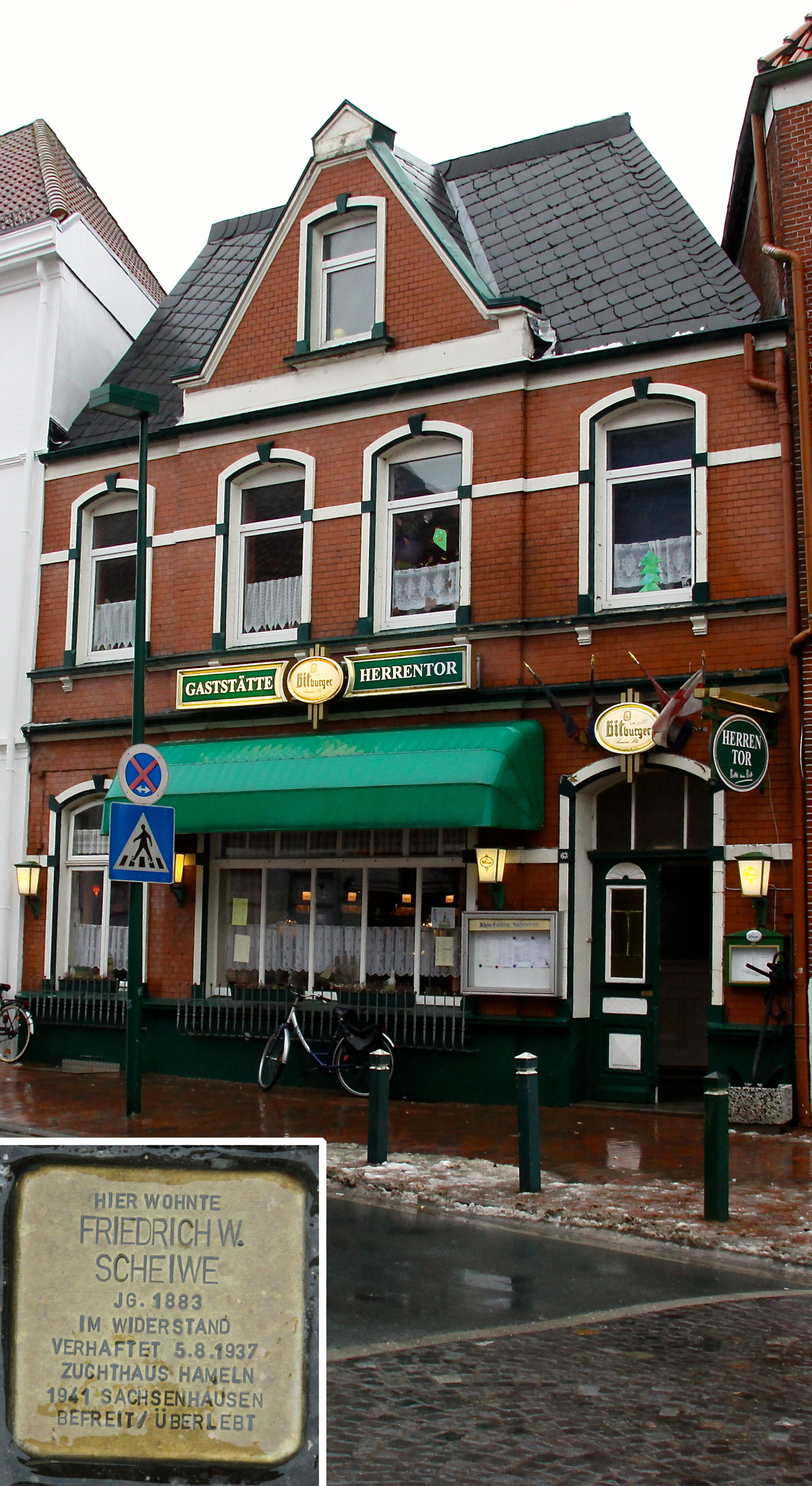
Stolperstein für Friedrich W. Scheiwe